# Heartstrings
Neon naege banhaesseo (coréen : 넌 내게 반했어, titre international : Heartstrings ; littéralement : You've Fallen for Me, connu auparavant sous le nom de You're into Me), est une série télévisée sud-coréenne pour adolescents.

## Informations générales
En anglais, la série était auparavant connue sous deux noms, Festival et You're into Me, puis elle a été rebaptisée You've Fallen for Me, titre qui est à l'origine la traduction anglaise de la version originale. Les fans ont pu donner des idées et voter sur ce sujet, et le 9 mai 2011, le drama a finalement obtenu son titre définitif anglophone, Heartstrings.
Les deux acteurs principaux, Jung Yong Hwa et Park Shin-hye, ont été choisis grâce à leur présence dans la série télévisée You're Beautiful en 2009.

## Synopsis
L'histoire se déroule dans une université à Séoul.
Lee Shin est un étudiant spécialisé dans le rock alternatif. Il est aussi le chanteur et guitariste du groupe The Stupid. Shin est populaire grâce à son physique, sa personnalité effrontée, et sa forte passion pour la musique. Tout le monde l'imagine comme une personne froide, mais il est en fait un homme doux à l'intérieur. Il n'a ni rêve, ni plan pour l'avenir. Il est amoureux de Jung Yoon Soo, un professeur de danse à l'université, mais lorsqu'il rencontre Lee Gyu Won, tout change.
Lee Gyu Won est une élève brillante née dans une famille prestigieuse et est spécialisée en musique traditionnelle coréenne, elle joue particulièrement bien du gayageum. Son grand-père, Lee Dong Gun, est l'un des trois meilleurs musiciens de musique traditionnelle et son plus grand souhait est de voir sa petite fille devenir une prodige de cette musique. Essayant de répondre aux attentes de son grand-père, Gyu Won s'immerge dans la pratique et devient étudiante universitaire. Comme ses amies sont fans de The Stupid, elle est forcée d'aller au concert du groupe avec elles. Elle y rencontre Lee Shin, et à la suite d'une dispute sur leur divergence musicale, un pari est lancé. Le groupe The Stupid et le groupe de Gyu-won doivent s'affronter sur scène, le gagnant est celui qui récoltera le plus de votes, et le perdant devra être l'esclave de l'autre. La perdante étant le groupe de Gyu-won, celle-ci doit donc être l'esclave de Lee Shin pendant un mois. Gyu Won développe des sentiments amoureux à l'égard de Lee Shin, mais ceux-ci ne sont pas réciproques. Lorsque ce dernier, après avoir été rejeté par Jung Yoon Soo, passe enfin à travers, il commence à développer des sentiments pour Gyu Won.
En parallèle nous avons l'histoire d'amour de Yeo Joon Hee, garçon timide et maladroit toujours affamé et surnommé « le fou », qui est le batteur du groupe The Stupid. Pendant une journée, il rencontre l'étudiante Han Hee Joo, très douée en danse, dont il a le coup de foudre, et la surnomme « sa Natasha ». Cependant, Han Hee Joo est une fille effrontée qui n'en fait qu'à sa tête. Au début, elle est froide avec toutes les personnes qui l'entourent, mais au fur et à mesure grâce à Yeo Joon Hee, elle change et devient plus sympathique.

## Distribution
| Acteur        | Rôle          |
| ------------- | ------------- |
| Jung Yong Hwa | Lee Shin      |
| Park Shin-hye | Lee Gyu Won   |
| Song Chang Ui | Kim Suk Hyun  |
| So Yi Hyun    | Jung Yoon Soo |
| Kang Min Hyuk | Yeo Joon Hee  |
| Lee Hyun Jin  | Hyun Ki Young |
| Kim Yoon Hye  | Hee Jo        |
| Im Se Mi      | Cha Bo Woon   |

Plus :
- Kim Yoon Hye; Han Hee Joo
- Lee Jung Hun ; Im Tae Joon
- Jung Kyung Ho ; Goo Jung Eun
- Jang Seo Won ; Lee Soo Myung
- Shin Goo ; Lee Dong Jin
- Sun Woo Jae Duk ; Lee Sun Ki
- Lee Il Hwa ; Song Ji Young
- Moon Ga-young ; Lee Jung Hyun
- Oh Won Bin ; Guitariste de The Stupid
- Song Sehyun ; Guitariste de The Stupid

## Diffusion internationale
- MBC
- MBC America
- All TV
- ABS-CBN (2 janvier au 26 janvier 2012)
- Fuji TV (9 juillet 2012)
- Indosiar
- Videoland Drama
- TVB
- (2013)

### Sources
- (en) Cet article est partiellement ou en totalité issu de l’article de Wikipédia en anglais intitulé « Heartstrings (TV series) » (voir la liste des auteurs).